# Frank Raes
Frank Raes (Brasschaat, 4 maart 1954) is een Belgisch voormalig sportjournalist voor de VRT (Sporza). Hij is commentator bij wedstrijden van de Jupiler Pro League op de Belgische betaalzender Eleven Sports.

## Biografie
Hij presenteerde tot 28 december 2021 onder andere het voetbalpraatprogramma Extra Time. Ook doet hij vaak verslaggeving van wedstrijden uit de Belgische voetbalcompetitie. Hij is bekend om zijn typische uitdrukkingen zoals "Binneuh" bij elk doelpunt. Hij speelde zelf voetbal, en bereikte de reserves van Beerschot.
Raes studeerde af als licentiaat in de Germaanse filologie in 1978 en solliciteerde meteen voor een plaatsje bij de BRT-radiosportredactie van Jan Wauters. Hij begon zijn carrière in 1980 bij Radio 1.
In 1988 maakte Raes zijn overstap naar de tv-sportredactie. Als presentator, commentator, reportagemaker en eindredacteur groeide hij uit tot een vaste waarde van de sportjournalistiek in Vlaanderen. Hij presenteerde Sport op Zaterdag, Sportmiddag, Sport Extra, Niet te Wissen en was meer dan tien jaar lang het vaste gezicht van Sportweekend. Raes maakte als live-commentator acht WK's, vier Olympische Spelen en vier EK's mee. Hij won driemaal de Sportpersprijs en heeft er ondertussen zo ongeveer 2500 interviews opzitten.
Van 2009 tot 2021 presenteerde Raes het voetbalpraatprogramma Extra Time op maandagavond op Canvas. In 2017 ging hij ook aan de slag bij de betaalzender Proximus TV, waar hij op zondag commentaar gaf bij een voetbalmatch. Ook na zijn pensioen in 2019 bleef hij als zelfstandige deze functies uitoefenen. In de zomer van 2021 was hij invaller voor de sportrubriek in Het Journaal en Sportweekend en verder nog presentator van de ochtendomkadering bij de Olympische Spelen. Op 28 december 2021 verliet Raes definitief de VRT. Hij blijft nog wel commentaar geven bij de Jupiler Pro League op Belgische betaalzenders die de uitzendrechten hebben. Hij is verder ook te horen in de podcast Sjotcast van Het Nieuwsblad en in september 2022 werd hij analist en interviewer voor Gazet van Antwerpen. Diezelfde maand startte op Canvas Heizel 1985, een driedelige documentairereeks die Raes maakte over het Heizeldrama. Hij publiceert en beschrijft elke week in de weekendbijlage van Gazet van Antwerpen een van zijn foto's van Antwerpen die hij als amateur-fotograaf nam.
Raes presenteerde van 1998 tot 1999 ook de quiz De Jaren van Verstand, waarbij de vragen specifiek over de geschiedenis van de 20ste eeuw gingen.
Frank Raes schreef ook reeds zes boeken, waaronder de biografie Ik, Rik Coppens en Een hart voor voetbal.
Raes is fervent amateur-fotograaf. In maart 2024 werd bij antiquair Frank Van Laer in Antwerpen een tentoonstelling georganiseerd met een veertigtal van zijn foto's.  Zijn foto-expo Way of Light was in het najaar van 2024 te bekijken bij Lauren Van Middelem Gallery in Knokke-Heist.

## Privé
- In januari 2004 trouwde Raes een tweede keer, met Cath Luyten. Samen hebben ze een zoon (° 2008). In 2018 ging het stel uit elkaar.[10] Raes heeft nog drie oudere zonen.[11]
- Frank Raes is de broer van Jan Raes.

## Trivia
Raes had in 2019 een cameo in F.C. De Kampioenen 4: Viva Boma.